# Nacionalni park Körös-Maros
Nacionalni park Körös-Maros (mađ. Körös-Maros Nemzeti Park) je jedan od 10 nacionalnih parkova u Mađarskoj.
Površine je 501,34 km². 
Njegov zapadni dio se duž granice Bačko-kiškunske i Čongradske županije, neposredno južno od grada Lakiteleka, u regiji Južni Alföld. Središnji, najveći dio se nalazi južno od grada Szarvasa, tako da je sjeverna polovica u Bekeškoj županiji, a južna polovica u Čongradskoj. Njegov istočni dio se nalazi u Bekeškoj županiji, duž rijeke Körös, uglavnom uz južnu obalu, od granice sa županijom Jaziško-velikokumansko-szolnočkom, zatim se pruža kroz Jaziško-velikokumansko-szolnočku županiju, odakle se pruža na objema obalama, zatim opet ulazi u Bekešku županiju, pored grada Gyomaenroda na istoku sve do Korostarcse. Četvrti dio se nalazi 5 km južno od Békéscsabe, između Szabadkígyósa i Kétegyháze. Peti dio se nalazi između Bekeške i Čongradske županije, neposredno istočno od Székkutasa i 5 km jugozapadno od Orosháze. Šesti dio se nalazi odmah južno od Makova i 2 km istočno od Kiszombora u Čongradskoj županiji.
Područje je proglašeno nacionalnim parkom 1997. radi zaštite ptica.
Ovaj nacionalni park ima nekoliko značajnih područja kao što su močvara Kis-Sárrét, Fáspuszta, Mágor-puszta ili Kardoskúti Fehértó. 
U njemu se nalazi rezervat droplje utemeljen 1975.
Značajniji gradovi u okružju su Szarvas i Dévaványa.
Alkalinsko jezero Fehér kod Segedina je poznato kao "svijet divljih voda". Velika jata ptica se može vidjeti ovdje za vrijeme njihove migracije kod jezera Fehér kod Kardoskúta. 
Ptice koriste ovo jezero kao mjesto za odmor i gniježđenje. Značajnije ptičje vrste su šojke, ždral i divlje patke.
Rezervat kod Dévaványe je utočište za veliku droplju, "noj"a mađarske puszte.

## Vanjske poveznice
- (mađ.) Körös-Maros Nemzeti Park